# Штайнкирхен (Верхняя Бавария)
Штайнкирхен (нем. Steinkirchen) — община в Германии, в земле Бавария.
Подчиняется административному округу Верхняя Бавария. Входит в состав района Эрдинг. Население составляет 1153 человека (на 31 декабря 2010 года). Занимает площадь 18,08 км².